# بخش تیرووارور
بخش تیرووارور (به انگلیسی: Tiruvarur district) یک منطقهٔ مسکونی در هند است که در تامیل‌نادو واقع شده‌است. بخش تیرووارور ۱٬۲۶۴٬۲۷۷ نفر جمعیت دارد.